# Brouwerij De Haan
Brouwerij De Haan is een voormalige brouwerij in de Belgische stad Aalst en was actief van 1892 tot 1926.

## Geschiedenis
De brouwerij Vande Maele was gelegen in de Oude Dendermondsesteenweg 74 (nu: Hoveniersstraat) met Frans Vande Maele als brouwer tot 1908. Hij kreeg steeds tijdelijke toelatingen om thuis te brouwen. Aanvraag 2 dateert van 1894 en aanvraag 3 tot voortzetting uit 1896. 
In 1908 werd deze le Société coopérative "Le Coq" tot 1924. Na 1924 werd in "Brasserie Le Coq" gebrouwen door Van den Ameele. Later was Van Besien er brouwer vermoedelijk tot 1926. 